# Caesalpinia welwitschiana
Caesalpinia welwitschiana là một loài thực vật có hoa trong họ Đậu. Loài này được (Oliv.) Brenan miêu tả khoa học đầu tiên.